# Novillard
Novillard település Franciaországban, Territoire de Belfort megyében. Lakosainak száma 309 fő (2022. január 1.). Novillard Fontenelle, Charmois, Montreux-Château, Petit-Croix, Autrechêne, Vézelois és Meroux-Moval községekkel határos.

## Népesség
A település népességének változása:
| Lakosok száma | 281  | 299  | 301  | 299  | 301  | 302  | 304  | 303  | 309  |
|               | 2013 | 2015 | 2016 | 2017 | 2018 | 2019 | 2020 | 2021 | 2022 |